# 베를린 주립도서관

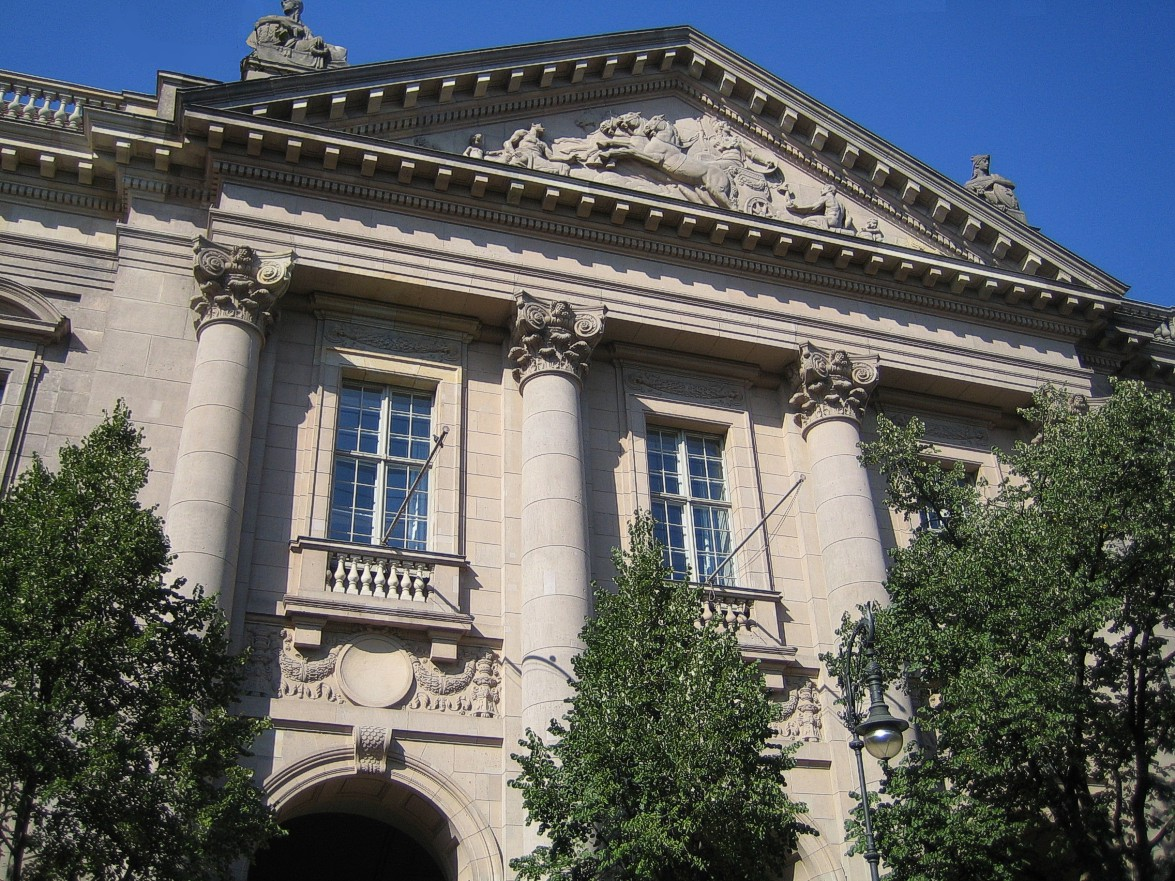
베를린 주립도서관

베를린 국립도서관(독일어: Staatsbibliothek zu Berlin, 약칭 SBB)은 독일 베를린에 위치한 도서관이다. 프로이센 문화 재단이 운영하고 있는 공공기관이며, 베를린 사람들은 슈타비(Stabi)라는 애칭으로 부른다.
1661년에 프로이센 공 프리드리히 빌헬름에 의해 설립되었다. 1701년에 베를린 왕립 도서관 (Königliche Bibliothek zu Berlin), 1918년에 프로이센 국립 도서관 (Preußische Staatsbibliothek)으로 각각 개칭되었다.
1913년에 준공한 운터덴린덴 1호관과 운터덴린덴이 동베를린으로 되었기 때문에 서베를린의 포츠담 대로 1978년에 새로 건설된 2호관이 주요 시설이다.

## 같이 보기
- 독일 국립도서관